# Fjärestads kyrka
Fjärestads kyrka är en kyrkobyggnad belägen i Fjärestad. Den är församlingskyrka i Kvistofta församling i Lunds stift. Fjärestad var fram till 2010 egen församling, Fjärestads församling.

## Kyrkobyggnaden
Kyrkan och tornet uppfördes ursprungligen på 1200-talet.

### Ombyggnationen
I mitten av 1800-talet blev den medeltida kyrkobyggnaden för liten, och då den var i dåligt skick beslutade man att bygga en ny kyrka. Den nuvarande kyrkan byggdes då utanpå den gamla som sedan revs och bars ut, vilket gjorde att gudstjänstfirandet kunde fortsätta under stora delar av byggnadstiden. Det medeltida tornet fick stå kvar. Den nuvarande kyrkan invigdes 1863.

## Inventarier
När kyrkan återinvigdes pryddes altaret av ett gyllene kors, som nu står vid korets norra vägg. En kristusfigur som varit altarprydnad står även den i koret. Predikstolen från tidigt 1600-tal är troligen tillverkad av samma konstnär som predikstolen i Bårslövs kyrka.
De flesta inventarierna är skänkta av församlingsborna.

### Altarskåp
Altarskåpet är en triptyk med bilder från Jesu liv och hans tolv lärjungar, målad av Erik Abrahamson 1946. När altarskåpet är stängt visas motiv ur Jesu lidande.
Den tidigare altaruppsatsen från 1625 finns på Statens historiska museum i Stockholm.

### Lejonet
I mitten av 1800-talet besökte Carl Georg Brunius den medeltida kyrkan och beskrev då en portalutsmyckning i form av ett liggande lejon i tidigmedeltida romansk stil. När den nya kyrkan renoverades utvändigt 1999, återupptäcktes  stenreliefen inmurad längst upp i kyrkans nordöstra yttermur, strax under takfoten.
Reliefen kalkades över för att skyddas, men en avgjutning finns i vapenhuset.

### Orgel
- 1881 byggde Anders Victor Lundahl, Malmö en orgel med 8 stämmor.
- Den nuvarande orgeln byggdes 1967 av A. Mårtenssons Orgelfabrik AB, Lund och är en mekanisk orgel. Fasaden är från 1881 års orgel.[3]

| Manual I      | Manual II     | Pedal        | Koppel |
| Rörflöjt 8´   | Gedackt 8'    | Subbas 16´   | I/P    |
| Principal 4'  | Blockflöjt 4' | Principal 8' | II/P   |
| Waldflöjt 2'  | Principal 2'  |              | II/I   |
| Mixtur 3 chor | Oktava 1'     |              |        |
|               | Krumhorn 8'   |              |        |

## Bilder

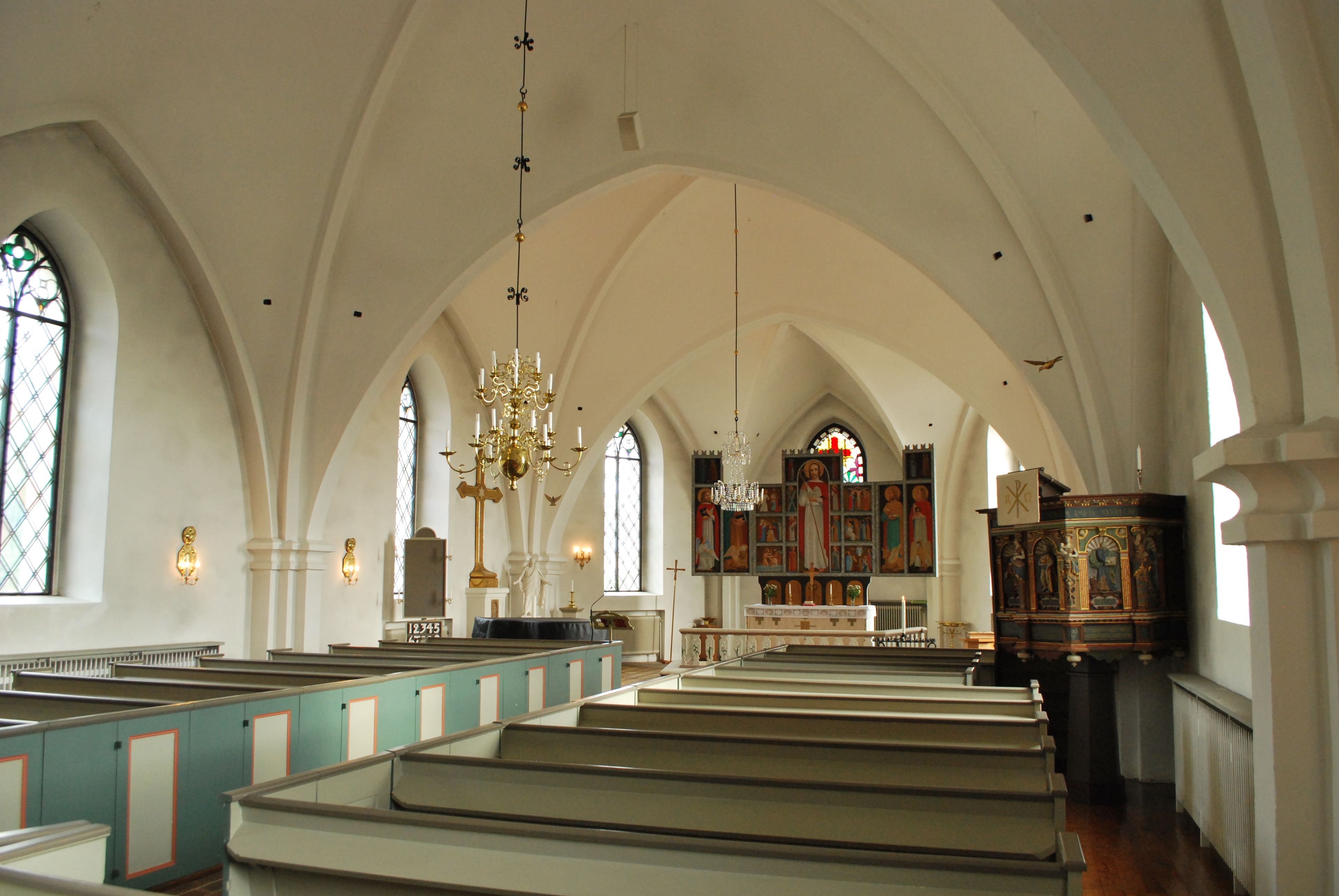
Interiör mot altaret.
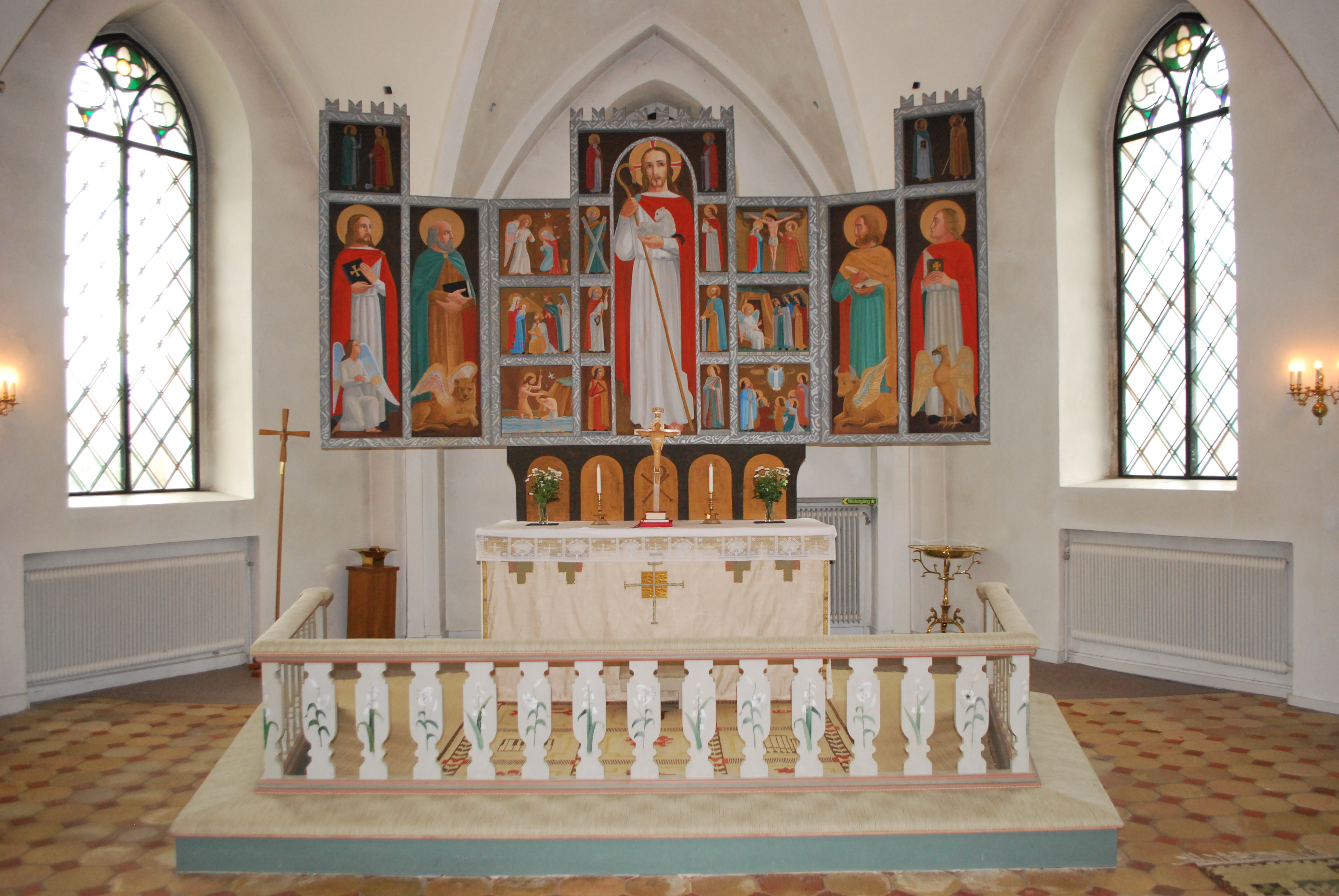
Altaret.
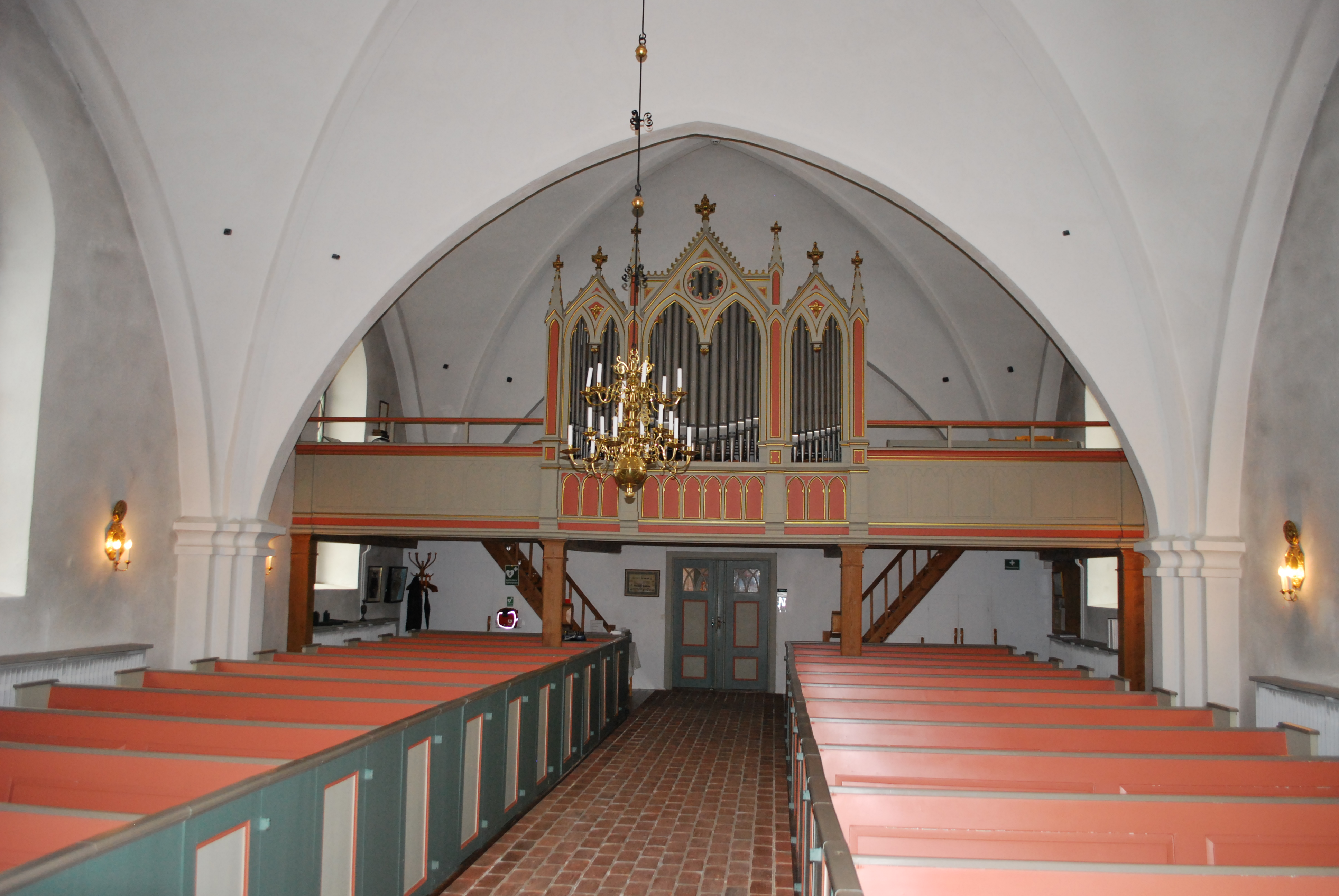
Interiör mot orgelläktaren och ingången.
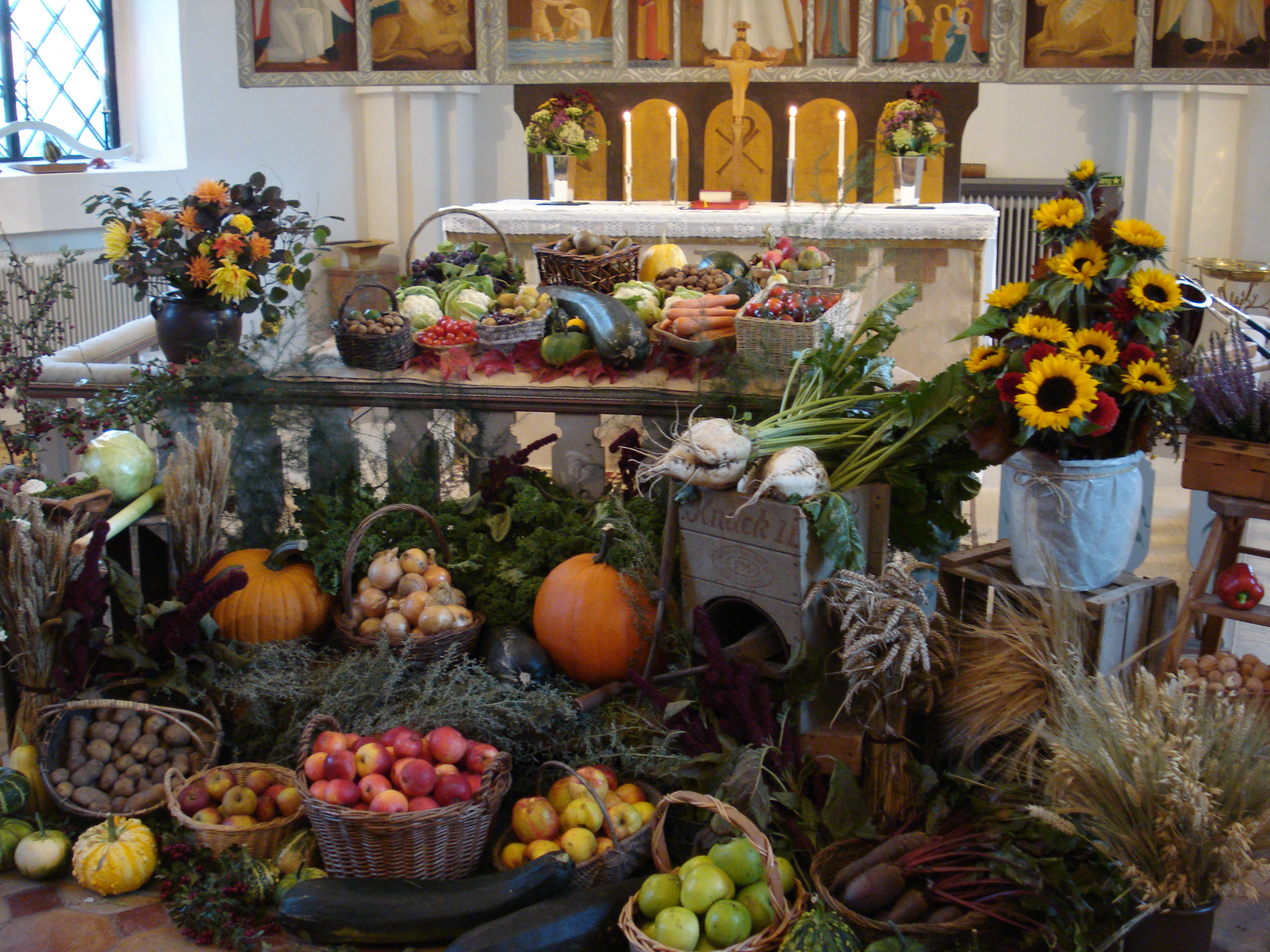
Påskutsmyckning i kyrkan under tacksägelsedagen 2017.